# Lordiphosa hirsuta
Lordiphosa hirsuta är en tvåvingeart som först beskrevs av Oswald Duda 1926.  Lordiphosa hirsuta ingår i släktet Lordiphosa och familjen daggflugor. Inga underarter finns listade i Catalogue of Life.